# Армстронг, Адам Васильевич
Ада́м Васи́льевич А́рмстронг (1762—1818) — обер-берггауптман 4-го класса, начальник олонецких заводов.

## Биография
Родился 13 января 1762 года, в городе Хоике, недалеко от Джедбурга, в Шотландии. Умер 8 ноября 1818 года в Петрозаводске.
Происходил из старинного шотландского рода Армстронгов и, готовясь вступить в духовное звание, воспитывался в Эдинбургском университете, наставником его был знаменитый проповедник пастор Рикольтон.
Молодой Армстронг, не достигнув возраста, требуемого для занятия должности проповедника, в ожидании этого времени, поступил домашним учителем в семейство Самуила Грейга. Русское правительство, желая улучшить оснащение своего военного флота, пригласило Грейга на службу, и вместе с ним приехал в Россию Армстронг.
Для усовершенствования качества отливки пушек на олонецких горных заводах Грейг в начале 1780-х годов принял решение пригласить в Россию директора знаменитой шотландской литейной фабрики (карронской), Карла Гаскойна. Поручение это было возложено на Армстронга, который, будучи уже зачислен 17 января 1785 года в Олонецкую казённую палату (заведовавшую горными заводами) губернским регистратором, отправился в Англию, откуда в сентябре 1786 года вернулся вместе с Гаскойном и прибыл с ним в Петрозаводск на Александровский пушечно-литейного завод.
В 1790 году Армстронг был записан в лейб-гвардии Преображенский полк каптенармусом. В следующем году уволен из полка с чином поручика и вновь определён на Александровский пушечно-литейный завод. В 1798 году назначен членом олонецкого заводского правления.
В 1806 году умер Гаскойн. В 1807 году, после кратковременного периода, когда заводом управлял А. М. Полторацкий, Армстронг был назначен начальником олонецких и Санкт-петербургского чугунолитейного заводов и занимал эту должность в течение 12 лет до самой смерти.
Под руководством Армстронга вблизи Вытегры было открыто и разработано месторождение огнеупорной глины, которая до этого времени импортировалась из Англии. Одновременно Армстронг перестал закупать английский каменный уголь и вместо него использовал древесный уголь из сосновых дров, получаемых на базе организованного им местного производства древесного угля. Вследствие чего при переплавке каждых 100 пудов чугуна экономия составляла около 32 рублей серебром.
Из литейной продукции, выполненной заводами под управлением Армстронга (кроме непосредственно военных заказов), заслуживают упоминания: чугунное крыльцо Аничковского дворца (1813 год), перила и все наружные части к Красному, Обуховскому и Поцелуеву мостам и мосту у московской заставы (1814 и 1816 годы). Кончезерский чугуноплавительный завод был реконструирован и вновь пущен в действие при Армстронге в 1809 году.
С 1805 по 1808 год Армстронг состоял предводителем дворянства Олонецкого и Повенецкого уездов, а с 1811 по 1814 год — олонецким губернским предводителем.
Умер скоропостижно от простуды, полученной при возвращении с санкт-петербургского литейного завода в Петрозаводск, оставив после себя двух сыновей, Романа (Роберта) и Ивана.

## Семья
Женился в 1787 году на Изабелле Линдсей (род. 1746), жена умерла в России. Ей посвящены строки Роберта Бёрнса (который встретил её незадолго до брака): англ. That love-kindling eye must beam on another not me; that graceful form must bless another's arms, not mine.